# Покровский храм (Днепр)
Свято-Покровский храм — православный храм в посёлке Одинковка, входящем в черту Днепра, Украина.
Свято-Покровский храмовый комплекс включает два каменных храма: летний (на первом этаже — церковь во имя святителя Алексия Московского, митрополита Киевского и всея Руси; на втором этаже — церковь во имя Покрова Пресвятой Богородицы) и зимний (во имя всех святых).

## История
21 сентября 1797 года преосвященный Гавриил благословил в слободе Одинковка устроить церковь во имя Покрова Пресвятой Богородицы и разрешил для этого из Старой Самары из местечка Богородичное закрытую для богослужений и упраздненную церковь перенести в слободу Одинковку.
18 апреля 1798 года Новомосковский протоиерей Феодор Крупянский освятил место под церковь и на месте работ водрузил крест.
25 марта 1799 года согласно просьбе и желанию майора Василия Афанасьевича Куличенко в Новомиргороде дячек Алексей Самборский произведен в священника к Покровской церкви. 2 июня того же года Новороссийский протоиерей Софоний Трирогов освятил новоустроенную Свято-Покровскую церковь и открыл в ней богослужение.
В 1934 году храм был закрыт советской властью.

## Современное состояние
В 1990-х годах Свято-Покровская церковь возрождается. 7 июля 2002 года владыкой Иринеем совершено освящение зимнего храма. Строительство летнего храма начато в октябре 2005 года.
При храме создан Православный Духовно-Образовательный Центр во имя святого апостола Андрея Первозванного. Директором Центра является сам настоятель прихода — протоиерей Алексий Гетьман.

## Галерея

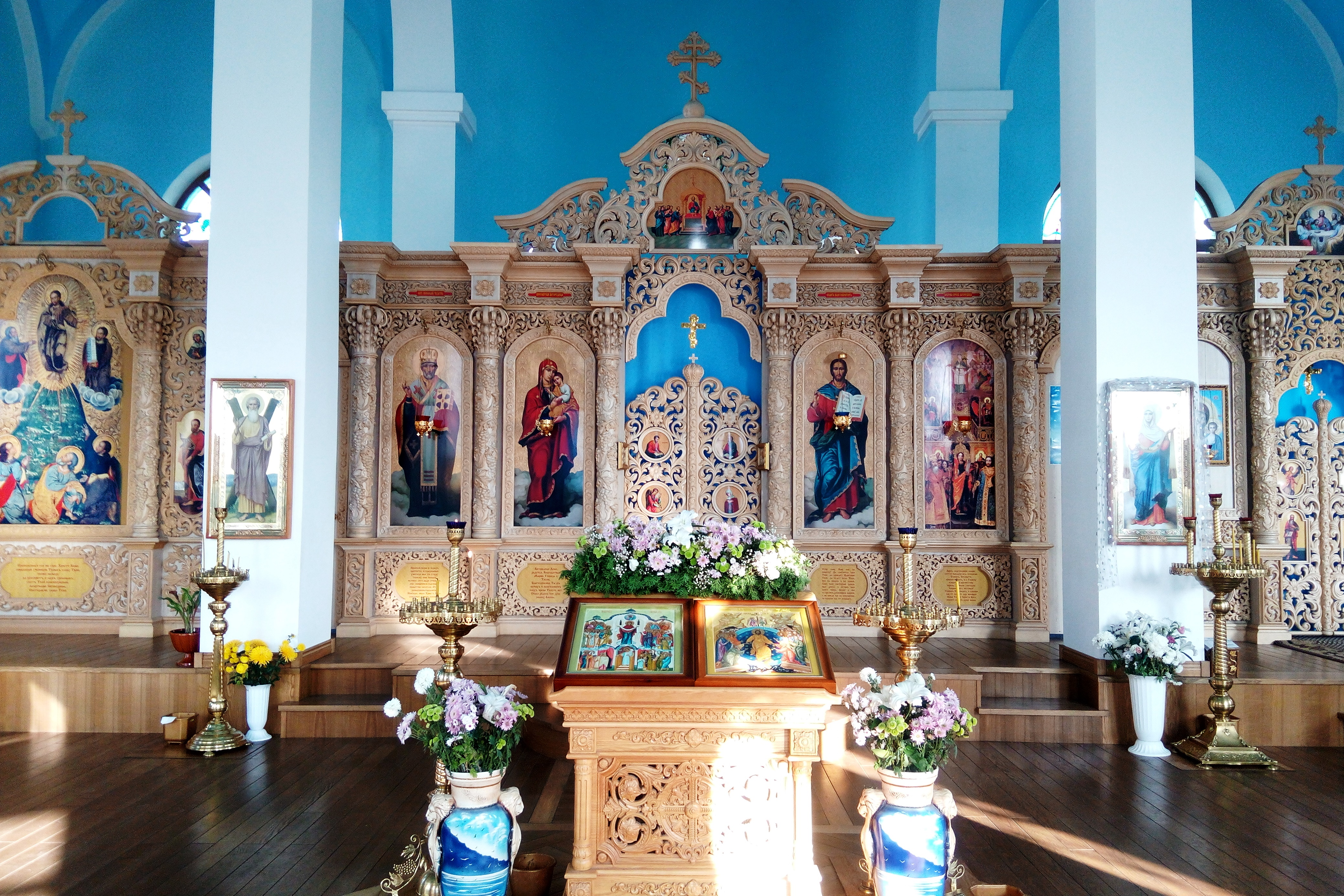
Иконостас
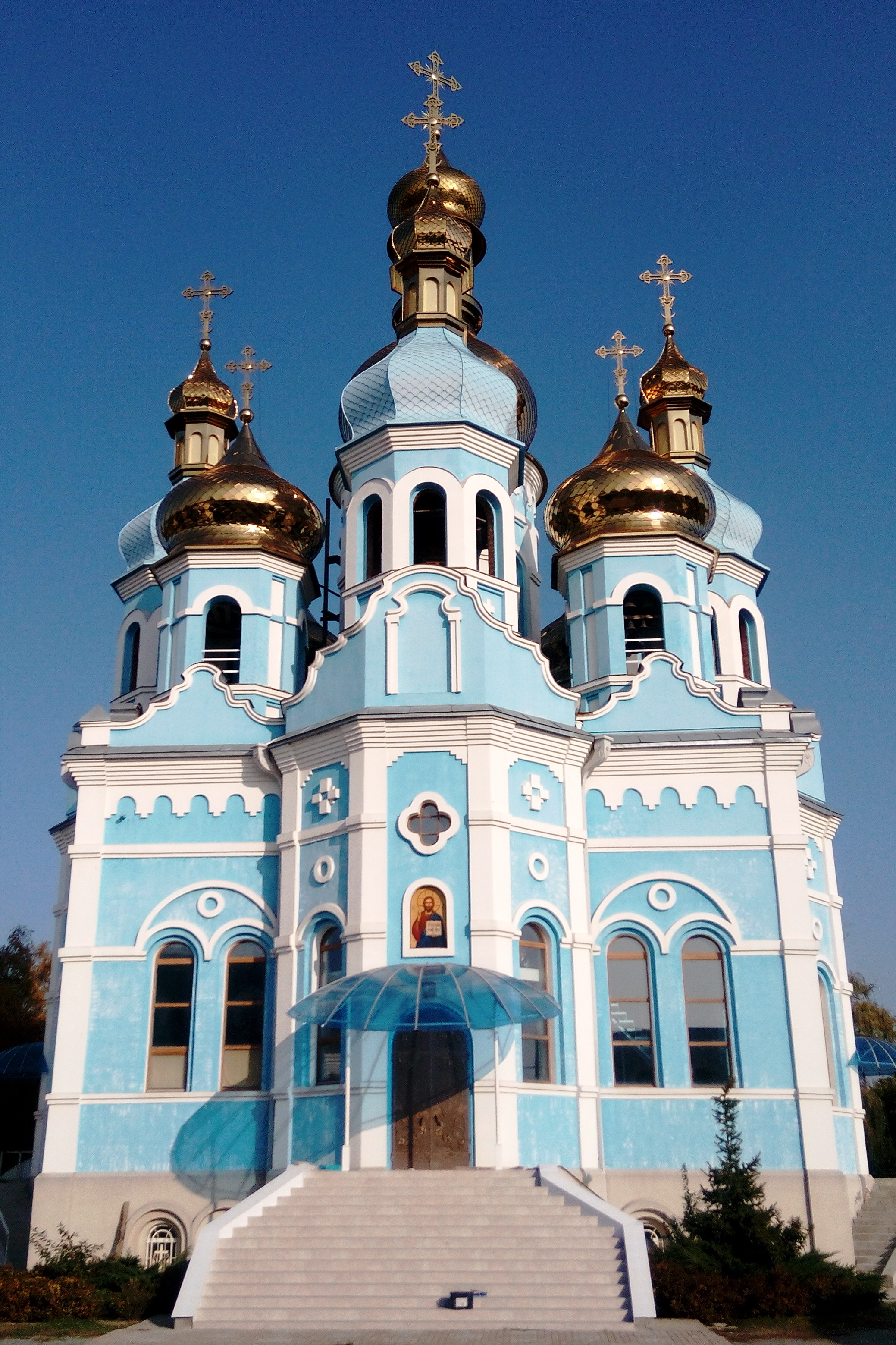
Главный вход в храм
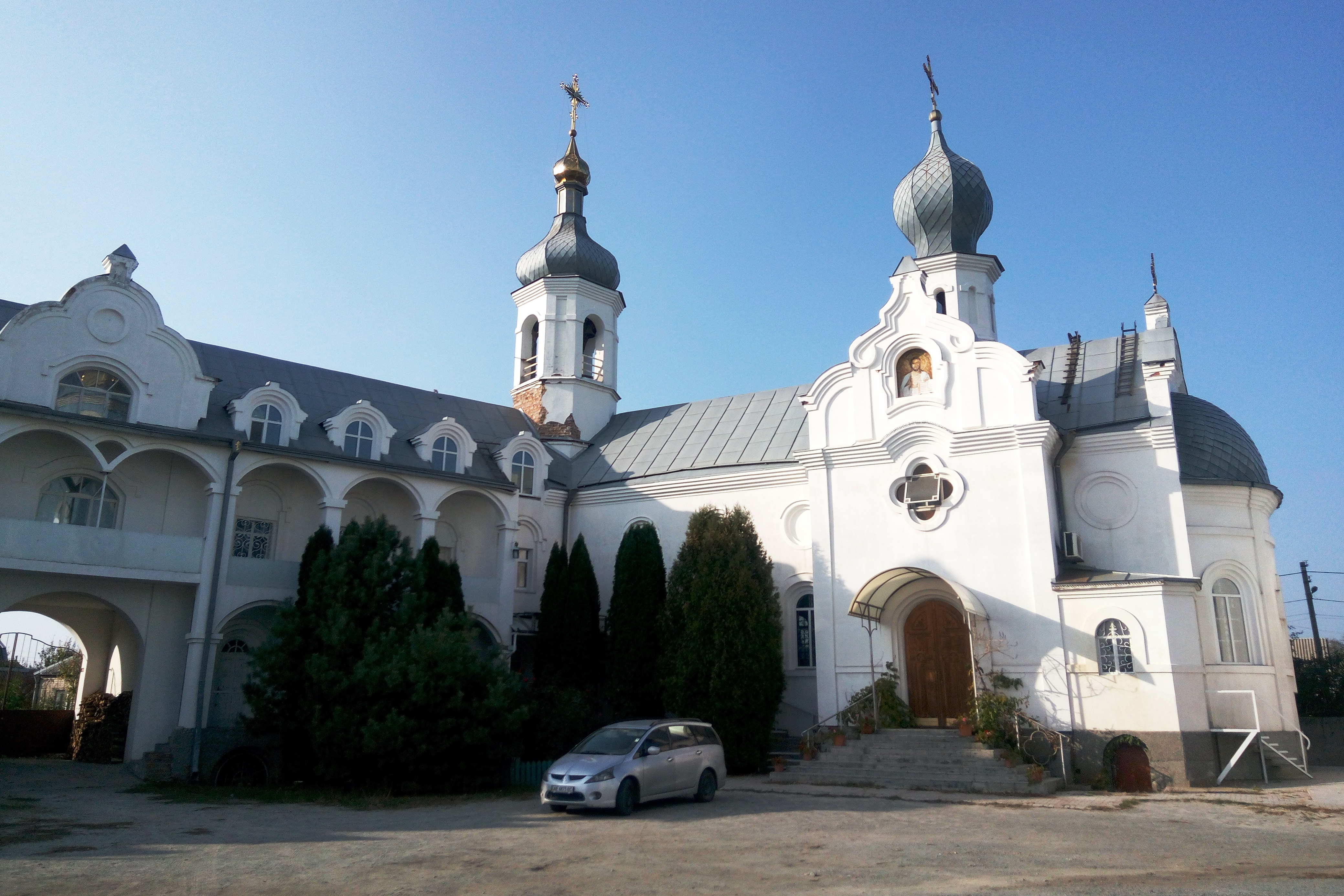
Территория храма
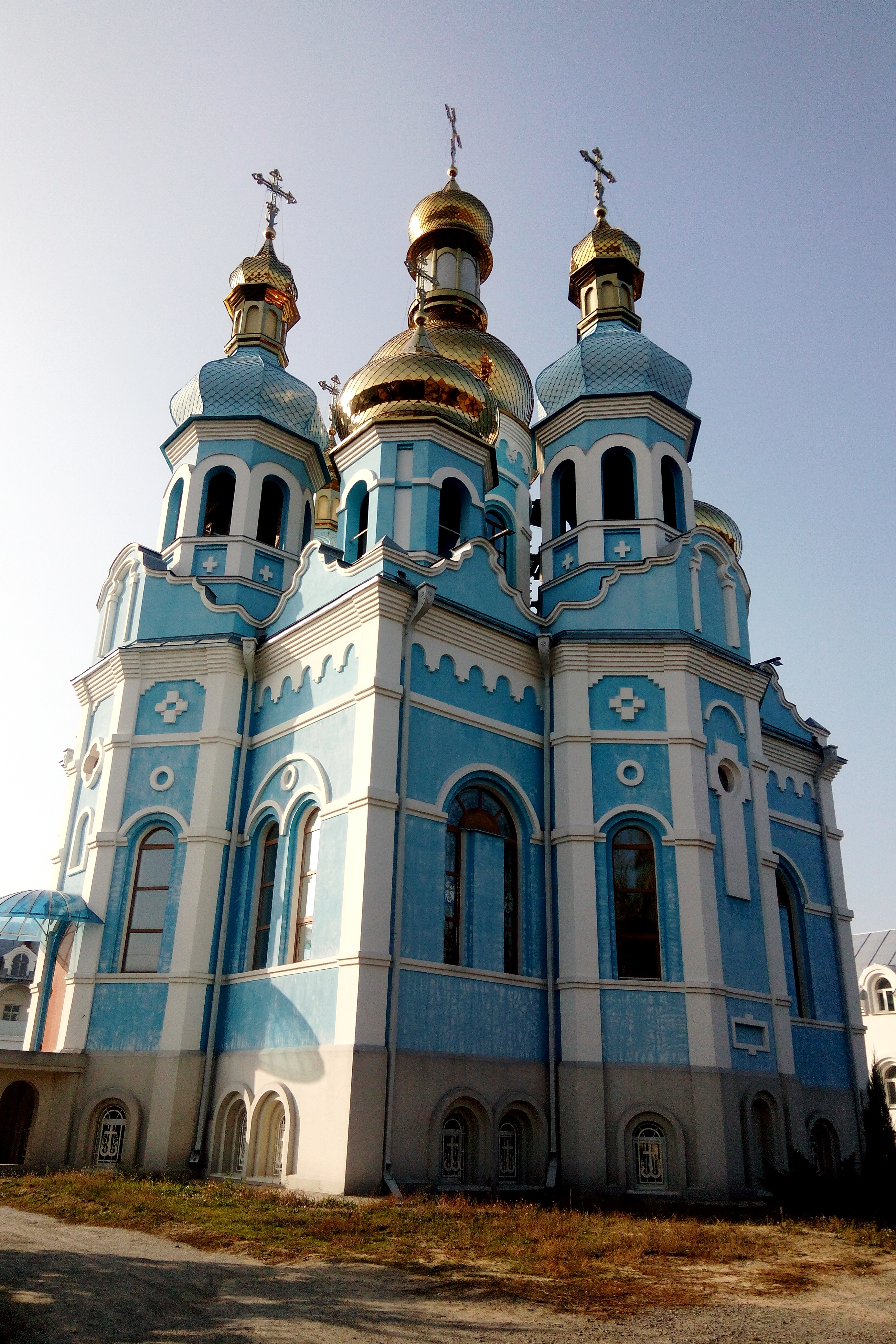
Вид на храм